# إكالي
إكالي (Εκάλη) هي مدينة في إقليم أتيكا في اليونان.
يبلغ عدد سكانها حوالي 6362 نسمة.